# Collège doctoral de sciences et techniques de Nara
Le Collège doctoral de sciences et techniques de Nara (奈良先端科学技術大学院大学, Nara Sentan Kagaku Gijutsu Daigakuin Daigaku, couramment abrégée en Narasen, 奈良先) ou en Sentan-dai, 先端大, ou en NAIST en anglais à l'international (Nara Institute of Science and Technology) est une université nationale japonaise, située à Ikoma dans la préfecture de Nara.

## Composantes
L'université est structurée en facultés de cycles supérieurs (研究科, kenkyūka), qui ont la charge des étudiants de 2e et 3e cycle universitaire, et en laboratoires de recherche.

### Facultés de cycles supérieur
L'université compte 3 facultés de cycles supérieurs (研究科, kenkyūka).
- Faculté des sciences de l'information
- Faculté de sciences biologiques
- Faculté de sciences des matériaux

## Personnalités liées
- Shinya Yamanaka[2], prix Nobel de médecine 2012, y enseigne de 1999 à 2005